# 布莱克默–迪默尔弃兵
布莱克默-迪默弃兵，是國際象棋開局兵開局的一種，走法為：
1.d4 d5 2.e4 dxe4 3.Nc3